# Consolida deserti-syriaci
Consolida deserti-syriaci är en ranunkelväxtart som först beskrevs av Zoh., och fick sitt nu gällande namn av Philip Alexander Munz. Consolida deserti-syriaci ingår i släktet åkerriddarsporrar, och familjen ranunkelväxter. Inga underarter finns listade i Catalogue of Life.